# Habsburški stolp
Habsburški stolp (nemško Habsburgwarte) se nahaja jugozahodno tik pod 544 m visokim vrhom Hermannskogel na Dunaju. Visok je 27 metrov in ima obliko srednjeveškega obrambnega stolpa.

## Gradnja
Neoromansko-neogotska stavba, ki jo je zgradil arhitekt Franz von Neumann mlajši, je sestavljena iz šestnajst metrov visokega okroglega stolpa in enajst metrov visokega koničastega stolpa na vrhu. Na razgledni ploščadi okroglega stolpa, 16,7 metra nad vznožjem kontrolne sobe, je temeljna točka avstrijskega državnega geodetstva, ki jo je leta 1892 določil Cesarsko-kraljevi vojaškogeografski inštitut. Nekdanja loža v prvem nadstropju ni več ohranjena. Habsburgwarte še danes upravlja ÖTK kot razgledni stolp in je odprt za javnost ob koncih tedna od pomladi do pozne jeseni (približno od aprila do novembra) za majhno vstopnino. Za prijavljene skupine so termini tudi ob drugih terminih.

## Zgodba
V 19. stoletju je opatija Klosterneuburg, katere posest vključuje Hermannskogel, poskušala na njenem vrhu zgraditi razgledni stolp, vendar ni dobila dovoljenja. Od leta 1877 je Avstrijski turistični klub (ÖTK) na tem mestu skrbel za leseno razgledno konstrukcijo. 15. marca 1883 se je ÖTK odločil za gradnjo kamnite stavbe. 23. junija 1884 je cesar Franc Jožef I. odobril ime Habsburg-Warte, gradbeno dovoljenje pa je bilo izdano 18. novembra 1887. Avstrijski turistični klub je podaril stolp ob 40. obletnici vladavine cesarja Franca Jožefa I. (1888).
Cesarsko-kraljevi Vojaškogeografski inštitut je uporabil stolp kot ničto točko (glavno triangulacijsko točko). Stolp je bil zgrajen leta 1888 po načrtih arhitekta Franza von Neumanna ml. zgrajen v mešanem romansko-gotskem slogu. Temeljni kamen je bil postavljen 19. novembra 1888, na god cesarice Elizabete. Po končanih notranjih delih so stavbo 6. oktobra 1889 v navzočnosti nadvojvode Karla Ludwiga (brata cesarja Franca Jožefa in zaščitnika iz ÖTK) in prelata Ubalda Kostersitza iz opatije Klosterneuburg odprli in slovesno otvorili. Leta 1892 se je uradno začela uporabljati kot glavna točka avstrijske triangulacijske mreže. Leta 1938 so nacionalsocialisti izsilili spremembo imena v »Hermannskogelwarte«.
Leta 1945 je polkovniško ložo v 1. nadstropju uničil topniški požar. Obnova je potekala leta 1947 s pomočjo podjetja NIOGAS (danes EVN), ki je od leta 1960 stolp uporabljal kot radijsko zvezno postajo in oddaljeno merilno mesto. Z odločbo dne 13. septembra 1972 je Zvezni spomeniški urad dal Habsburg-Warte pod spomeniško varstvo. ÖTK se je 8. oktobra 1974 odločila, da bo znova uporabljala izključno zgodovinsko ime Habsburgwarte.